# Irlbachia
Irlbachia es un género  de plantas con flores perteneciente a la familia Gentianaceae. Comprende 25 especies descritas y de estas, solo 14 aceptadas.

## Taxonomía
El género fue descrito por  Carl Friedrich Philipp von Martius y publicado en Nova Genera et Species Plantarum . . . 2(2): 101. 1826[1827].  La especie tipo es: Irlbachia elegans Mart.

## Especies aceptadas
A continuación se brinda un listado de las especies del género Irlbachia aceptadas hasta marzo de 2014, ordenadas alfabéticamente. Para cada una se indica el nombre binomial seguido del autor, abreviado según las convenciones y usos.
- Irlbachia amplissima (Mart.) Maas - genciana del Brasil[4]
- Irlbachia elegans Mart.
- Irlbachia frigida (Sw.) Maas
- Irlbachia nemorosa (Willd. ex Schult.) Merr.
- Irlbachia pedunculata (Cham. & Schltdl.) Maas
- Irlbachia phelpsiana Maguire
- Irlbachia plantaginifolia Maguire
- Irlbachia poeppigii (Griseb.) L.Cobb & Maas
- Irlbachia pratensis (Kunth) L.Cobb & Maas
- Irlbachia pulcherrima (Mart.) Maas
- Irlbachia pumila (Benth.) Maguire
- Irlbachia ramossisima (Benth.) Maguire
- Irlbachia speciosa (Cham. & Schltdl.) Maas
- Irlbachia tatei (Gleason) Maguire